# Цветковое (Каменско-Днепровский район)
Цветковое (укр. Цвіткове) — село,
Новоднепровский сельский совет,
Каменско-Днепровский район,
Запорожская область,
Украина.
Код КОАТУУ — 2322486804. Население по переписи 2001 года составляло 96 человек.

## Географическое положение
Село Цветковое находится на расстоянии в 1,5 км от села Гуртовое.

## История
- 1920 год — дата основания.